# Larry Towell
Larry Towell (1953) è un fotografo canadese, vincitore del World Press Photo of the Year 1994.

## Biografia
Towell è cresciuto in una larga famiglia in una zona rurale in Ontario ed ha studiato arti visuali presso l'università di York a Toronto dove iniziò il suo interesse per la fotografia. Towell decise di prestare lavoro volontario a Calcutta in India, nel 1976, dove sviluppò interesse relativamente alle questioni legate alla distribuzione della ricchezza.
Ritornato in Canada, Towell ha insegnato musica folk sino a che non è diventato un fotografo freelance ed uno scrittore nel 1984. I suoi primi lavori includevano progetti sulla guerra dei contras in Nicaragua, sulla guerra civile a El Salvador, sui parenti degli scomparsi inGuatemala, e sui veterani della guerra del Vietnam che avevano lavorato per ricostruire in Vietnam. Il suo primo saggio pubblicato su una rivista riguardava il disastro ambientale dell'Exxon Valdez.
Nel 1988, Towell si è unito all'agenzia di stampa Magnum photo agency e i suoi reportage fotografici sono stati pubblicati su The New York Times, su Life, Rolling Stone ed altre riviste. La bibliografia di Towell include libri fotografici, di poesia e di storia. Ha inoltre registrato numerosi CD di canzoni e poesie originali.